# Aleksandr Panfilov
Aleksandr Panfilov, född den 11 oktober 1960 i Bisjkek, Kirgizistan, är en sovjetisk tävlingscyklist som tog OS-silver i kilometerlopp vid olympiska sommarspelen 1980 i Moskva.